# Перехоплення (фільм, 1986)
«Перехоплення» (рос. «Перехват») — радянський кінофільм, пригодницький бойовик 1986 року.

## Сюжет
Агент ЦРУ Стів Брюстнер (Володимир Меньшов) отримує завдання: вивести з ладу стратегічний об'єкт космічного зв'язку Збройних Сил СРСР, щоб новітній американський ракетний підводний човен міг таємно пройти в Індійський океан уникнувши виявлення радянськими супутниками. Мічман-прикордонник Олексій Бахтєєв (Андрій Ростоцький), якому командир сторожового корабля доручає ремонт згаслого маяка на березі, вночі помічає приземлення невідомого парашутиста в висотному костюмі на радянську територію, слідує за ним і повідомляє про порушення кордону по телефону в органи КДБ. Бахтєєв отримує наказ не затримувати диверсанта, а таємно переслідувати його, щоб дізнатися мету диверсії. Диверсант помітивши за собою стеження відривається від Бахтєєва, але тому знову вдається сісти йому на хвіст. Агент підбирається до антени комплексу і готується розбити її пострілами, але йому заважає Бахтєєв. Він жорстоко б'є Бахтєєва і скидає його в воду але втрачає при цьому свою зброю. Прикордонна охорона затримує диверсанта і судно підтримки.

## У ролях
- Андрій Ростоцький —  Олексій Миколайович Бахтєєв, мічман з прикордонного сторожового корабля № 045
- Володимир Меньшов —  Стів Брюстнер, агент ЦРУ
- Яна Друзь —  Світлана, туристка з Москви
- Леонід Кулагін —  Анатолій Андрійович Коновалов, полковник КДБ
- Альгімантас Масюліс —  Мартін, аташе з питань культури, шпигун
- Борис Хімічев —  Максвелл, співробітник ЦРУ
- Юрій Смирнов —  капітан катера-шпигуна
- Паул Буткевич —  командир прикордонного сторожового корабля № 045, капітан 3-го рангу
- Андрій Юренєв —  Шурик
- Павло Махотін —  адмірал флоту США  (озвучування —  Кирило Вац)
- Борис Хмельницький —  таксист-хуліган в аеропорту
- Олександр Іншаков —  таксист-хуліган в аеропорту
- Харій Швейц —  доглядач маяка
- Микола Мерзлікін —  полковник, начальник прикордонного загону
- Юрій Гусєв —  генерал-лейтенант, командувач прикордонним округом
- Іван Власов —  військово-морський аташе
- Михайло Розанов —  Михайло, капітан КДБ
- Леонід Трутнєв —  капітан міліції в аеропорту
- Світлана Літвинцева —  Світа, жінка біля телефону-автомата
- В'ячеслав Разбєгаєв —  регулювальник на аеродромі

## Знімальна група
- Режисер — Сергій Тарасов
- Сценарист — Євген Мєсяцєв
- Оператор — Микола Олоновський
- Композитор — Ігор Кантюков
- Художник — Юрій Кладієнко